# Playoffs NBA 1987
Navigation
Édition précédente Édition suivante
Les playoffs NBA 1987 sont les séries éliminatoires (en anglais, playoffs) de la saison NBA 1986-1987.
Les Lakers de Los Angeles battent en finale les Celtics de Boston.

## Qualification pour les playoffs
Dans chaque conférence, les huit meilleures équipes sont qualifiées pour les playoffs au terme de la saison régulière.
| Champion de division | Qualifié pour les playoffs | Éliminé des playoffs |

| Rang | Franchise                | V  | D  | PCT    | R  | Dom | Ext |
| ---- | ------------------------ | -- | -- | ------ | -- | --- | --- |
| 1    | Celtics de Boston        | 59 | 23 | 72,0 % | –  |     |     |
| 2    | Hawks d'Atlanta          | 57 | 25 | 69,5 % | 2  |     |     |
| 3    | Pistons de Détroit       | 52 | 30 | 63,4 % | 7  |     |     |
| 4    | Bucks de Milwaukee       | 50 | 32 | 61,0 % | 9  |     |     |
| 5    | 76ers de Philadelphie    | 45 | 37 | 54,9 % | 14 |     |     |
| 6    | Bullets de la Washington | 42 | 40 | 51,2 % | 17 |     |     |
| 7    | Pacers de l'Indiana      | 41 | 41 | 50,0 % | 18 |     |     |
| 8    | Bulls de Chicago         | 40 | 42 | 48,8 % | 19 |     |     |
|      |                          |    |    |        |    |     |     |
| 9    | Cavaliers de Cleveland   | 31 | 51 | 37,8 % |    |     |     |
| 10   | Nets du New Jersey       | 24 | 58 | 29,3 % | 35 |     |     |
| 10   | Knicks de New York       | 24 | 58 | 29,3 % | 35 |     |     |

| Rang | Franchise                   | V  | D  | PCT    | R  | Dom | Ext |
| ---- | --------------------------- | -- | -- | ------ | -- | --- | --- |
| 1    | Lakers de Los Angeles       | 65 | 17 | 79,3 % | –  |     |     |
| 2    | Mavericks de Dallas         | 55 | 27 | 67,1 % | 10 |     |     |
| 3    | Trail Blazers de Portland   | 49 | 33 | .598   | 16 |     |     |
| 4    | Jazz de l'Utah              | 44 | 38 | 53,7 % | 21 |     |     |
| 5    | Warriors de Golden State \| | 42 | 40 | 51,2 % | 23 |     |     |
| 6    | Rockets de Houston          | 42 | 40 | 51,2 % | 23 |     |     |
| 7    | SuperSonics de Seattle      | 39 | 43 | 47,6 % | 26 |     |     |
| 8    | Nuggets de Denver           | 37 | 45 | 45,1 % | 28 |     |     |
|      |                             |    |    |        |    |     |     |
| 9    | Suns de Phoenix             | 36 | 46 | 43,9 % | 29 |     |     |
| 10   | Kings de Sacramento         | 29 | 53 | 35,4 % | 36 |     |     |
| 11   | Spurs de San Antonio        | 28 | 54 | 34,1 % | 37 |     |     |
| 12   | Clippers de Los Angeles     | 12 | 70 | 14,6 % | 53 |     |     |

## Fonctionnement
Au premier tour, l'équipe classée numéro 1 affronte l'équipe classée numéro 8, la numéro 2 la 7, la 3 la 6 et la 4 la 5. En demi-finale de conférence, l'équipe vainqueur de la série entre la numéro 1 et la numéro 8 rencontre l'équipe vainqueur de la série entre la numéro 4 et la numéro 5, et l'équipe vainqueur de la série entre la numéro 2 et la numéro 7 rencontre l'équipe vainqueur de la série entre la numéro 3 et la numéro 6. Les vainqueurs des demi-finales de conférence s'affrontent en finale de conférence. Les deux équipes ayant remporté la finale de leur conférence respective (Est ou Ouest) sont nommées championnes de conférence et se rencontrent ensuite pour une série déterminant le champion NBA.
Chaque série de playoffs se déroule au meilleur des 7 matches, sauf le premier tour qui se joue au meilleur des 5 matches.
Les séries se déroulent de la manière suivante :
| Match | Premier tour    | Conférence (demi-finales et finales) | Finales NBA     |   |                |                |                |
| ----- | --------------- | ------------------------------------ | --------------- | - | -------------- | -------------- | -------------- |
| Match | Premier tour    | Conférence (demi-finales et finales) | Finales NBA     | 1 | Meilleur bilan | Meilleur bilan | Meilleur bilan |
| 2     | Meilleur bilan  | Meilleur bilan                       | Meilleur bilan  |   |                |                |                |
| 3     | Moins bon bilan | Moins bon bilan                      | Moins bon bilan |   |                |                |                |
| 4     | Moins bon bilan | Moins bon bilan                      | Moins bon bilan |   |                |                |                |
| 5     | Meilleur bilan  | Meilleur bilan                       | Meilleur bilan  |   |                |                |                |
| 6     | Série terminée  | Moins bon bilan                      | Moins bon bilan |   |                |                |                |
| 7     | Série terminée  | Meilleur bilan                       | Meilleur bilan  |   |                |                |                |

## Tableau
|  | 1er tour         | 1er tour                 | 1er tour                 |   |                           | Demi-finales de Conférence | Demi-finales de Conférence | Demi-finales de Conférence |  |   | Finales de Conférence | Finales de Conférence | Finales de Conférence |  |    | Finales NBA       | Finales NBA | Finales NBA |
|  |                  |                          |                          |   |                           |                            |                            |                            |  |   |                       |                       |                       |  |    |                   |             |             |
|  | 1                | Celtics de Boston        | 3                        |   |                           |                            |                            |                            |  |   |                       |                       |                       |  |    |                   |             |             |
|  | 8                | Bulls de Chicago         | 0                        |   |                           |                            |                            |                            |  |   |                       |                       |                       |  |    |                   |             |             |
|  | 8                | Bulls de Chicago         | 0                        |   | 1                         | Celtics de Boston          | 4                          |                            |  |   |                       |                       |                       |  |    |                   |             |             |
|  |                  |                          |                          |   | 1                         | Celtics de Boston          | 4                          |                            |  |   |                       |                       |                       |  |    |                   |             |             |
|  |                  | 4                        | Bucks de Milwaukee       | 3 |                           |                            |                            |                            |  |   |                       |                       |                       |  |    |                   |             |             |
|  | 4                | 4                        | Bucks de Milwaukee       | 3 | Bucks de Milwaukee        | 3                          |                            |                            |  |   |                       |                       |                       |  |    |                   |             |             |
|  | 4                |                          |                          |   | Bucks de Milwaukee        | 3                          |                            |                            |  |   |                       |                       |                       |  |    |                   |             |             |
|  | 5                | 76ers de Philadelphie    | 2                        |   |                           |                            |                            |                            |  |   |                       |                       |                       |  |    |                   |             |             |
|  | 5                | 76ers de Philadelphie    | 2                        |   |                           |                            |                            |                            |  | 1 | Celtics de Boston     | 4                     |                       |  |    |                   |             |             |
|  | Conférence Est   |                          |                          |   |                           |                            |                            |                            |  | 1 | Celtics de Boston     | 4                     |                       |  |    |                   |             |             |
|  |                  | 3                        | Pistons de Détroit       | 3 |                           |                            |                            |                            |  |   |                       |                       |                       |  |    |                   |             |             |
|  | 3                | 3                        | Pistons de Détroit       | 3 | Pistons de Détroit        | 3                          |                            |                            |  |   |                       |                       |                       |  |    |                   |             |             |
|  | 3                |                          |                          |   | Pistons de Détroit        | 3                          |                            |                            |  |   |                       |                       |                       |  |    |                   |             |             |
|  | 6                | Bullets de Washington    | 0                        |   |                           |                            |                            |                            |  |   |                       |                       |                       |  |    |                   |             |             |
|  | 6                | Bullets de Washington    | 0                        |   | 3                         | Pistons de Détroit         | 4                          |                            |  |   |                       |                       |                       |  |    |                   |             |             |
|  |                  |                          |                          |   | 3                         | Pistons de Détroit         | 4                          |                            |  |   |                       |                       |                       |  |    |                   |             |             |
|  |                  | 2                        | Hawks d'Atlanta          | 1 |                           |                            |                            |                            |  |   |                       |                       |                       |  |    |                   |             |             |
|  | 2                | 2                        | Hawks d'Atlanta          | 1 | Hawks d'Atlanta           | 3                          |                            |                            |  |   |                       |                       |                       |  |    |                   |             |             |
|  | 2                |                          |                          |   | Hawks d'Atlanta           | 3                          |                            |                            |  |   |                       |                       |                       |  |    |                   |             |             |
|  | 7                | Pacers de l'Indiana      | 1                        |   |                           |                            |                            |                            |  |   |                       |                       |                       |  |    |                   |             |             |
|  | 7                | Pacers de l'Indiana      | 1                        |   |                           |                            |                            |                            |  |   |                       |                       |                       |  | E1 | Celtics de Boston | 2           |             |
|  |                  |                          |                          |   |                           |                            |                            |                            |  |   |                       |                       |                       |  | E1 | Celtics de Boston | 2           |             |
|  |                  | O1                       | Lakers de Los Angeles    | 4 |                           |                            |                            |                            |  |   |                       |                       |                       |  |    |                   |             |             |
|  | 1                | O1                       | Lakers de Los Angeles    | 4 | Lakers de Los Angeles     | 3                          |                            |                            |  |   |                       |                       |                       |  |    |                   |             |             |
|  | 1                |                          |                          |   | Lakers de Los Angeles     | 3                          |                            |                            |  |   |                       |                       |                       |  |    |                   |             |             |
|  | 8                | Nuggets de Denver        | 0                        |   |                           |                            |                            |                            |  |   |                       |                       |                       |  |    |                   |             |             |
|  | 8                | Nuggets de Denver        | 0                        |   | 1                         | Lakers de Los Angeles      | 4                          |                            |  |   |                       |                       |                       |  |    |                   |             |             |
|  |                  |                          |                          |   | 1                         | Lakers de Los Angeles      | 4                          |                            |  |   |                       |                       |                       |  |    |                   |             |             |
|  |                  | 5                        | Warriors de Golden State | 1 |                           |                            |                            |                            |  |   |                       |                       |                       |  |    |                   |             |             |
|  | 4                | 5                        | Warriors de Golden State | 1 | Jazz de l'Utah            | 2                          |                            |                            |  |   |                       |                       |                       |  |    |                   |             |             |
|  | 4                |                          |                          |   | Jazz de l'Utah            | 2                          |                            |                            |  |   |                       |                       |                       |  |    |                   |             |             |
|  | 5                | Warriors de Golden State | 3                        |   |                           |                            |                            |                            |  |   |                       |                       |                       |  |    |                   |             |             |
|  | 5                | Warriors de Golden State | 3                        |   |                           |                            |                            |                            |  | 1 | Lakers de Los Angeles | 4                     |                       |  |    |                   |             |             |
|  | Conférence Ouest |                          |                          |   |                           |                            |                            |                            |  | 1 | Lakers de Los Angeles | 4                     |                       |  |    |                   |             |             |
|  |                  | 7                        | SuperSonics de Seattle   | 0 |                           |                            |                            |                            |  |   |                       |                       |                       |  |    |                   |             |             |
|  | 3                | 7                        | SuperSonics de Seattle   | 0 | Trail Blazers de Portland | 1                          |                            |                            |  |   |                       |                       |                       |  |    |                   |             |             |
|  | 3                |                          |                          |   | Trail Blazers de Portland | 1                          |                            |                            |  |   |                       |                       |                       |  |    |                   |             |             |
|  | 6                | Rockets de Houston       | 3                        |   |                           |                            |                            |                            |  |   |                       |                       |                       |  |    |                   |             |             |
|  | 6                | Rockets de Houston       | 3                        |   | 6                         | Rockets de Houston         | 2                          |                            |  |   |                       |                       |                       |  |    |                   |             |             |
|  |                  |                          |                          |   | 6                         | Rockets de Houston         | 2                          |                            |  |   |                       |                       |                       |  |    |                   |             |             |
|  |                  | 7                        | SuperSonics de Seattle   | 4 |                           |                            |                            |                            |  |   |                       |                       |                       |  |    |                   |             |             |
|  | 2                | 7                        | SuperSonics de Seattle   | 4 | Mavericks de Dallas       | 1                          |                            |                            |  |   |                       |                       |                       |  |    |                   |             |             |
|  | 2                |                          |                          |   | Mavericks de Dallas       | 1                          |                            |                            |  |   |                       |                       |                       |  |    |                   |             |             |
|  | 7                | SuperSonics de Seattle   | 3                        |   |                           |                            |                            |                            |  |   |                       |                       |                       |  |    |                   |             |             |

## Scores

### Premier tour

#### Conférence Est
(1) Celtics de Boston vs. (8) Bulls de Chicago: les Celtics gagnent la série 3-0
- Match 1 le 23 avril 1987 à Boston Garden, Boston : Boston 108, Chicago 104
- Match 2 le 26 avril 1987 à Boston Garden, Boston : Boston 105, Chicago 96
- Match 3 le 28 avril 1987 à Chicago Stadium, Chicago : Boston 105, Chicago 94

Dernière rencontre en Playoff: Premier tour ConférenceEst (Boston gagne 3-0)
(2) Hawks d'Atlanta vs. (7) Pacers de l'Indiana: les Hawks gagnent la série 3-1
- Match 1 le 24 avril 1987 à The Omni, Atlanta:  Atlanta 110, Indiana 94
- Match 2 le 26 avril 1987 à The Omni, Atlanta : Atlanta 94, Indiana 93
- Match 3 le 29 avril 1987 à Market Square Arena, Indianapolis : Indiana 96, Atlanta 87
- Match 4 le 1er mai 1987 à Market Square Arena, Indianapolis : Atlanta 101, Indiana 97

Dernière rencontre en Playoff: C'est la première rencontre entre les Hawks et les Pacers.

#### Conférence Ouest
(1) Lakers de Los Angeles vs. (8) Nuggets de Denver: les Lakers gagnent la série 3-0
- Match 1 le 23 avril 1987 à The Forum, Los Angeles : Los Angeles 128, Denver 95
- Match 2 le 25 avril 1987 à The Forum, Los Angeles : Los Angeles 139, Denver 127
- Match 3 le 29 avril 1987 à McNichols Sports Arena, Denver : Los Angeles 140, Denver 103

Dernière rencontre en Playoff: Finales de Conférence Ouest 1985 (Los Angeles gagne 4-1)
(2) Mavericks de Dallas vs. (7) SuperSonics de Seattle: les SuperSonics gagnent la série 3-1
- Match 1 le 23 avril 1987 à Reunion Arena, Dallas : Dallas 151, Seattle 129
- Match 2 le 25 avril 1987 à Reunion Arena, Dallas : Seattle 112, Dallas 110
- Match 3 le 28 avril 1987 à Seattle Center Coliseum, Seattle : Seattle 117, Dallas 107
- Match 4 le 30 avril 1987 à Seattle Center Coliseum, Seattle : Seattle 124, Dallas  98

Dernière rencontre en Playoff: Premier tour Conférence Ouest 1984 (Dallas won 3-2)

### Demi-finales de Conférence

#### Conférence Est
(1) Celtics de Boston vs. (4) Bucks de Milwaukee: les Celtics gagnent la série 4-3
- Match 1 le 5 mai 1987 à Boston Garden, Boston : Boston 111, Milwaukee 98
- Match 2 le 6 mai 1987 à Boston Garden, Boston : Boston 126, Milwaukee 124
- Match 3 le 8 mai 1987 à The MECCA, Milwaukee : Milwaukee 126, Boston 121
- Match 4 le 10 mai 1987 à The MECCA, Milwaukee : Boston 138, Milwaukee 137
- Match 5 le 13 mai 1987 à Boston Garden, Boston : Milwaukee 129, Boston 124
- Match 6 le 15 mai 1987 à The MECCA, Milwaukee : Milwaukee 121, Boston 111
- Match 7 le 17 mai 1987 à Boston Garden, Boston : Boston 119, Milwaukee 113

Dernière rencontre en Playoff: Finales Conférence Est 1986 (Boston gagne 4-0)
(2) Hawks d'Atlanta vs. (3) Pistons de Détroit: les Pistons gagnent la série 4-1
- Match 1 le 3 mai 1987 à The Omni, Atlanta : Detroit 112, Atlanta 111
- Match 2 le 5 mai 1987 à The Omni, Atlanta : Atlanta 115, Detroit 102
- Match 3 le 8 mai 1987 à Pontiac Silverdome, Pontiac : Detroit 108, Atlanta 99
- Match 4 le 10 mai 1987 à Pontiac Silverdome, Pontiac : Detroit 89, Atlanta 88
- Match 5 le 13 mai 1987 à The Omni, Atlanta : Detroit 104, Atlanta 96

Dernière rencontre en Playoff: Premier tour Conférence Est 1986 (Atlanta gagne 3-1)

#### Conférence Ouest
(1) Lakers de Los Angeles vs. (5) Warriors de Golden State: les Lakers gagnent la série 4-1
- Match 1 le 5 mai 1987 à The Forum, Los Angeles : Los Angeles 125, Golden State 116
- Match 2 le 7 mai 1987 à The Forum, Los Angeles : Los Angeles 116, Golden State 101
- Match 3 le 9 mai 1987 à Oakland Coliseum, Oakland : Los Angeles 133, Golden State 108
- Match 4 le 10 mai 1987 à Oakland Coliseum, Oakland : Golden State 129, Los Angeles 121 (Sleepy Floyd's record 39-point 2nd half and 29-point 4th quarter)
- Match 5 le 12 mai 1987 à The Forum, Los Angeles :  Los Angeles 118, Golden State 106

Dernière rencontre en Playoff: Demi-finales Conférence Ouest 1977 (Los Angeles won 4-3)
(6) Rockets de Houston vs. (7) SuperSonics de Seattle: les SuperSonics gagnent la série 4-2
- Match 1 le 2 mai 1987 à The Summit, Houston : Seattle 111, Houston 106
- Match 2 le 5 mai 1987 à The Summit, Houston : Seattle 99, Houston 97
- Match 3 le 7 mai 1987 à Seattle Center Coliseum, Seattle : Houston 102, Seattle 84
- Match 4 le 9 mai 1987 à Seattle Center Coliseum, Seattle : Seattle 117, Houston 102
- Match 5 le 12 mai 1987 à The Summit, Houston : Houston 112, Seattle 107
- Match 6 le 14 mai 1987 à Seattle Center Coliseum, Seattle : Seattle 128, Houston 125

Dernière rencontre en Playoff: Premier tour Conférence Ouest 1982 (Seattle gagne 2-1)

### Finales de Conférence

#### Conférence Est
(1) Celtics de Boston vs. (3) Pistons de Détroit: les Celtics gagnent la série 4-3
- Match 1 le 19 mai 1987 à Boston Garden, Boston : Boston 104, Detroit 91
- Match 2 le 21 mai 1987 à Boston Garden, Boston : Boston 110, Detroit 101
- Match 3 le 23 mai 1987 à Pontiac Silverdome, Pontiac : Detroit 122, Boston 104
- Match 4 le 24 mai 1987 à Pontiac Silverdome, Pontiac : Detroit 145, Boston 119
- Match 5 le 26 mai 1987 à Boston Garden, Boston : Boston 108, Detroit 107
- Match 6 le 28 mai 1987 à Pontiac Silverdome, Pontiac : Detroit 113, Boston 105
- Match 7 le 30 mai 1987 à Boston Garden, Boston : Boston 117, Detroit 114

Dernière rencontre en Playoff: Demi-finales Conférence Est 1985 (Boston gagne 4-2)

#### Conférence Ouest
(1) Lakers de Los Angeles vs. (7) SuperSonics de Seattle: les Lakers gagnent la série 4-0
- Match 1 le 16 mai 1987 à The Forum, Los Angeles : Los Angeles 92, Seattle 87
- Match 2 le 19 mai 1987 à The Forum, Los Angeles : Los Angeles 112, Seattle 104
- Match 3 le 23 mai 1987 à Seattle Center Coliseum, Seattle : Los Angeles 122, Seattle 121
- Match 4 le 25 mai 1987 à Seattle Center Coliseum, Seattle : Los Angeles 133, Seattle 102

Dernière rencontre en Playoff: Finales Conférence Est 1980 (Los Angeles gagne 4-1)

### Match 1
| 2 juin 1987 21:00 EDT |                                                    | Celtics de Boston 111, Lakers de Los Angeles 136 | Celtics de Boston 111, Lakers de Los Angeles 136        | Celtics de Boston 111, Lakers de Los Angeles 136 |  | Great Western Forum, Inglewood Affluence : 17 505 Arbitres : No. 11 Jake O'Donnell No. 25 Hugh Evans | CBS |
| 2 juin 1987 21:00 EDT | Score par quart-temps : 26–35, 28–34, 31–32, 28–25 |                                                  |                                                         |                                                  |  | Great Western Forum, Inglewood Affluence : 17 505 Arbitres : No. 11 Jake O'Donnell No. 25 Hugh Evans | CBS |
| 2 juin 1987 21:00 EDT | Larry Bird 32 Larry Bird 7 Dennis Johnson 13       | Points Rebonds Passes d.                         | James Worthy 33 Kareem Abdul-Jabbar 10 Magic Johnson 13 |                                                  |  | Great Western Forum, Inglewood Affluence : 17 505 Arbitres : No. 11 Jake O'Donnell No. 25 Hugh Evans | CBS |
| 2 juin 1987 21:00 EDT | Los Angeles mène la série 1 à 0                    |                                                  |                                                         |                                                  |  | Great Western Forum, Inglewood Affluence : 17 505 Arbitres : No. 11 Jake O'Donnell No. 25 Hugh Evans | CBS |

### Match 2
| 4 juin 1987 21:00 EDT |                                                    | Celtics de Boston 122, Lakers de Los Angeles 141 | Celtics de Boston 122, Lakers de Los Angeles 141  | Celtics de Boston 122, Lakers de Los Angeles 141 |  | Great Western Forum, Inglewood Affluence : 17 505 Arbitres : No. 4 Ed T. Rush No. 14 Jack Madden | CBS |
| 4 juin 1987 21:00 EDT | Score par quart-temps : 34–38, 22–37, 36–32, 30–34 |                                                  |                                                   |                                                  |  | Great Western Forum, Inglewood Affluence : 17 505 Arbitres : No. 4 Ed T. Rush No. 14 Jack Madden | CBS |
| 4 juin 1987 21:00 EDT | Larry Bird 23 Robert Parish 14 Dennis Johnson 9    | Points Rebonds Passes d.                         | Byron Scott 24 Johnson, Rambis 5 Magic Johnson 20 |                                                  |  | Great Western Forum, Inglewood Affluence : 17 505 Arbitres : No. 4 Ed T. Rush No. 14 Jack Madden | CBS |
| 4 juin 1987 21:00 EDT | Los Angeles mène la série 2 à 0                    |                                                  |                                                   |                                                  |  | Great Western Forum, Inglewood Affluence : 17 505 Arbitres : No. 4 Ed T. Rush No. 14 Jack Madden | CBS |

### Match 3
| 7 juin 1987 13:00 EDT |                                                    | Lakers de Los Angeles 103, Celtics de Boston 109 | Lakers de Los Angeles 103, Celtics de Boston 109 | Lakers de Los Angeles 103, Celtics de Boston 109 |  | Boston Garden, Boston Affluence : 14 890 Arbitres : No. 10 Darrell Garretson No. 17 Joe Crawford | CBS |
| 7 juin 1987 13:00 EDT | Score par quart-temps : 29–22, 27–38, 22–26, 25–23 |                                                  |                                                  |                                                  |  | Boston Garden, Boston Affluence : 14 890 Arbitres : No. 10 Darrell Garretson No. 17 Joe Crawford | CBS |
| 7 juin 1987 13:00 EDT | Magic Johnson 32 Magic Johnson 11 Magic Johnson 9  | Points Rebonds Passes d.                         | Larry Bird 30 Larry Bird 12 Ainge, McHale 5      |                                                  |  | Boston Garden, Boston Affluence : 14 890 Arbitres : No. 10 Darrell Garretson No. 17 Joe Crawford | CBS |
| 7 juin 1987 13:00 EDT | Los Angeles mène la série 2 à 1                    |                                                  |                                                  |                                                  |  | Boston Garden, Boston Affluence : 14 890 Arbitres : No. 10 Darrell Garretson No. 17 Joe Crawford | CBS |

### Match 4
| 9 juin 1987 21:00 EDT |                                                           | Lakers de Los Angeles 107, Celtics de Boston 106 | Lakers de Los Angeles 107, Celtics de Boston 106  | Lakers de Los Angeles 107, Celtics de Boston 106 |  | Boston Garden, Boston Affluence : 14 890 Arbitres : No. 12 Earl Strom No. 25 Hugh Evans | CBS |
| 9 juin 1987 21:00 EDT | Score par quart-temps : 22–29, 25–26, 31–30, 29–21        |                                                  |                                                   |                                                  |  | Boston Garden, Boston Affluence : 14 890 Arbitres : No. 12 Earl Strom No. 25 Hugh Evans | CBS |
| 9 juin 1987 21:00 EDT | Magic Johnson 29 Kareem Abdul-Jabbar 11 Cooper, Johnson 5 | Points Rebonds Passes d.                         | Kevin McHale 25 Kevin McHale 13 Dennis Johnson 14 |                                                  |  | Boston Garden, Boston Affluence : 14 890 Arbitres : No. 12 Earl Strom No. 25 Hugh Evans | CBS |
| 9 juin 1987 21:00 EDT | Los Angeles mène la série 3 à 1                           |                                                  |                                                   |                                                  |  | Boston Garden, Boston Affluence : 14 890 Arbitres : No. 12 Earl Strom No. 25 Hugh Evans | CBS |

### Match 5
| 11 juin 1987 21:00 EDT |                                                    | Lakers de Los Angeles 108, Celtics de Boston 123 | Lakers de Los Angeles 108, Celtics de Boston 123    | Lakers de Los Angeles 108, Celtics de Boston 123 |  | Boston Garden, Boston Affluence : 14 890 Arbitres : No. 11 Jake O'Donnell No. 4 Ed T. Rush | CBS |
| 11 juin 1987 21:00 EDT | Score par quart-temps : 25–25, 23–38, 29–33, 31–27 |                                                  |                                                     |                                                  |  | Boston Garden, Boston Affluence : 14 890 Arbitres : No. 11 Jake O'Donnell No. 4 Ed T. Rush | CBS |
| 11 juin 1987 21:00 EDT | Magic Johnson 29 Magic Johnson 8 Magic Johnson 12  | Points Rebonds Passes d.                         | Dennis Johnson 25 Kevin McHale 14 Dennis Johnson 11 |                                                  |  | Boston Garden, Boston Affluence : 14 890 Arbitres : No. 11 Jake O'Donnell No. 4 Ed T. Rush | CBS |
| 11 juin 1987 21:00 EDT | Los Angeles mène la série 3 à 2                    |                                                  |                                                     |                                                  |  | Boston Garden, Boston Affluence : 14 890 Arbitres : No. 11 Jake O'Donnell No. 4 Ed T. Rush | CBS |

### Match 6
| 14 juin 1987 15:30 EDT |                                                    | Celtics de Boston 93, Lakers de Los Angeles 106 | Celtics de Boston 93, Lakers de Los Angeles 106          | Celtics de Boston 93, Lakers de Los Angeles 106 |  | Great Western Forum, Inglewood Affluence : 17 505 Arbitres : No. 10 Darell Garretson No. 17 Joe Crawford | CBS |
| 14 juin 1987 15:30 EDT | Score par quart-temps : 32–25, 24–26, 12–30, 25–25 |                                                 |                                                          |                                                 |  | Great Western Forum, Inglewood Affluence : 17 505 Arbitres : No. 10 Darell Garretson No. 17 Joe Crawford | CBS |
| 14 juin 1987 15:30 EDT | Dennis Johnson Johnson, McHale 10 Danny Ainge 6    | Points Rebonds Passes d.                        | Kareem Abdul-Jabbar 32 Billy Thompson 9 Magic Johnson 10 |                                                 |  | Great Western Forum, Inglewood Affluence : 17 505 Arbitres : No. 10 Darell Garretson No. 17 Joe Crawford | CBS |
| 14 juin 1987 15:30 EDT | Los Angeles gagne la série 4 à 2                   |                                                 |                                                          |                                                 |  | Great Western Forum, Inglewood Affluence : 17 505 Arbitres : No. 10 Darell Garretson No. 17 Joe Crawford | CBS |